# Sommet du G7 de 2023
 (mai 2025).
Si vous disposez d'ouvrages ou d'articles de référence ou si vous connaissez des sites web de qualité traitant du thème abordé ici, merci de compléter l'article en donnant les références utiles à sa vérifiabilité et en les liant à la section « Notes et références ».
Le sommet du G7 de 2023 a lieu du 19 au 21 mai 2023 à Hiroshima, au Japon.

## Contexte
Le précédent sommet du G7 s'était tenu en juin 2022 à Krün, en Allemagne.
Ce sommet intervient un an et trois mois après le début de la guerre russo-ukrainienne, en pleine bataille de Bakhmout.

## Composition

### Représentants des pays membres
Il s'agit du premier sommet du G7 pour la présidente du Conseil des ministres d'Italie Giorgia Meloni et pour le Premier ministre du Royaume-Uni Rishi Sunak, tous deux en fonction depuis octobre 2022.

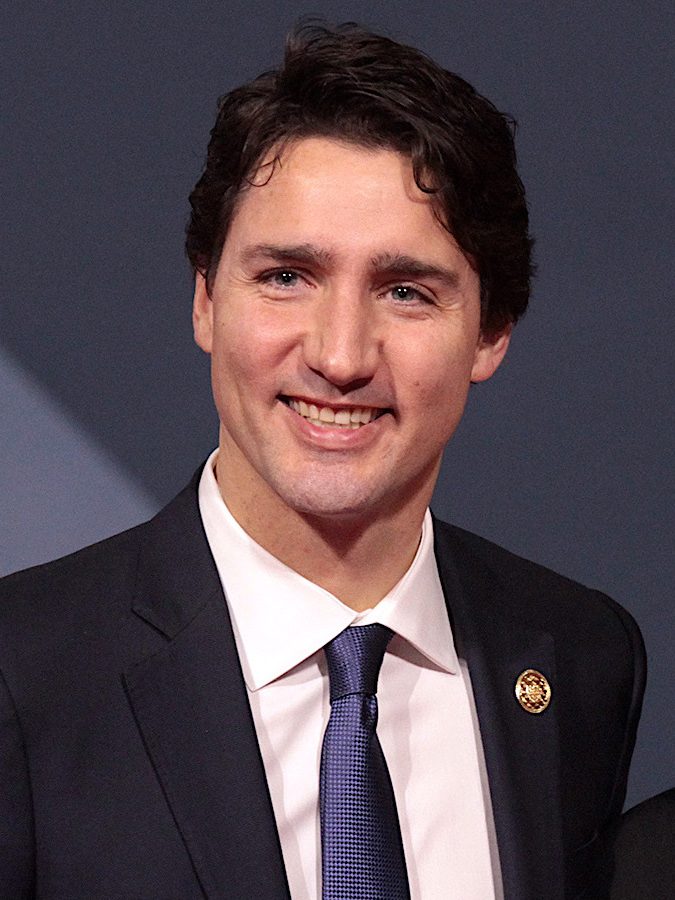
Canada Justin Trudeau, Premier ministre
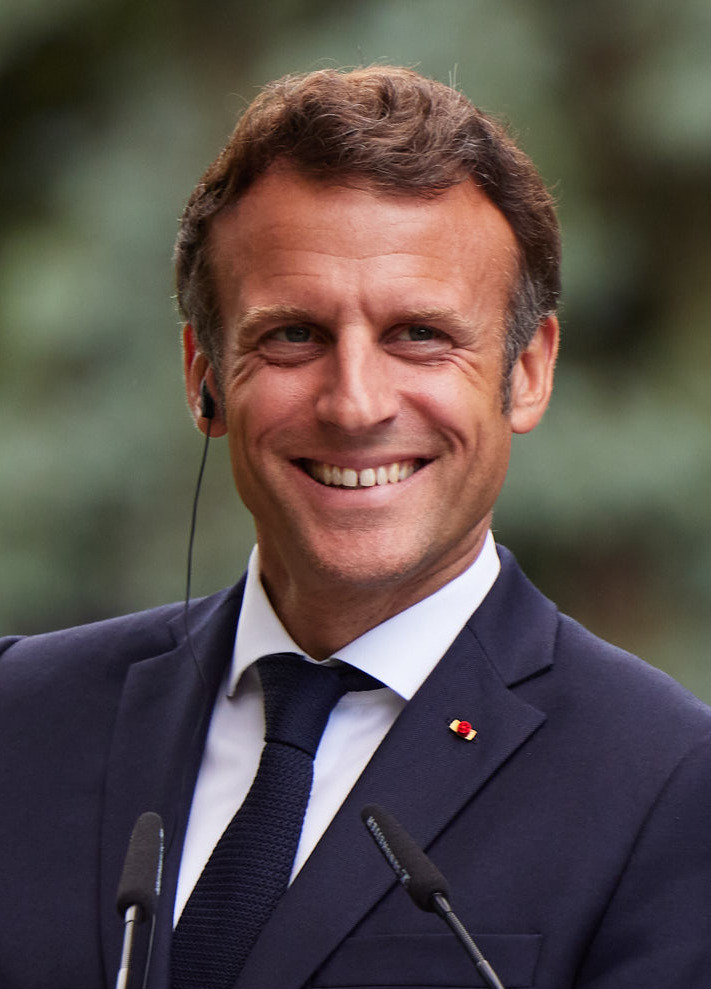
France Emmanuel Macron, président de la République
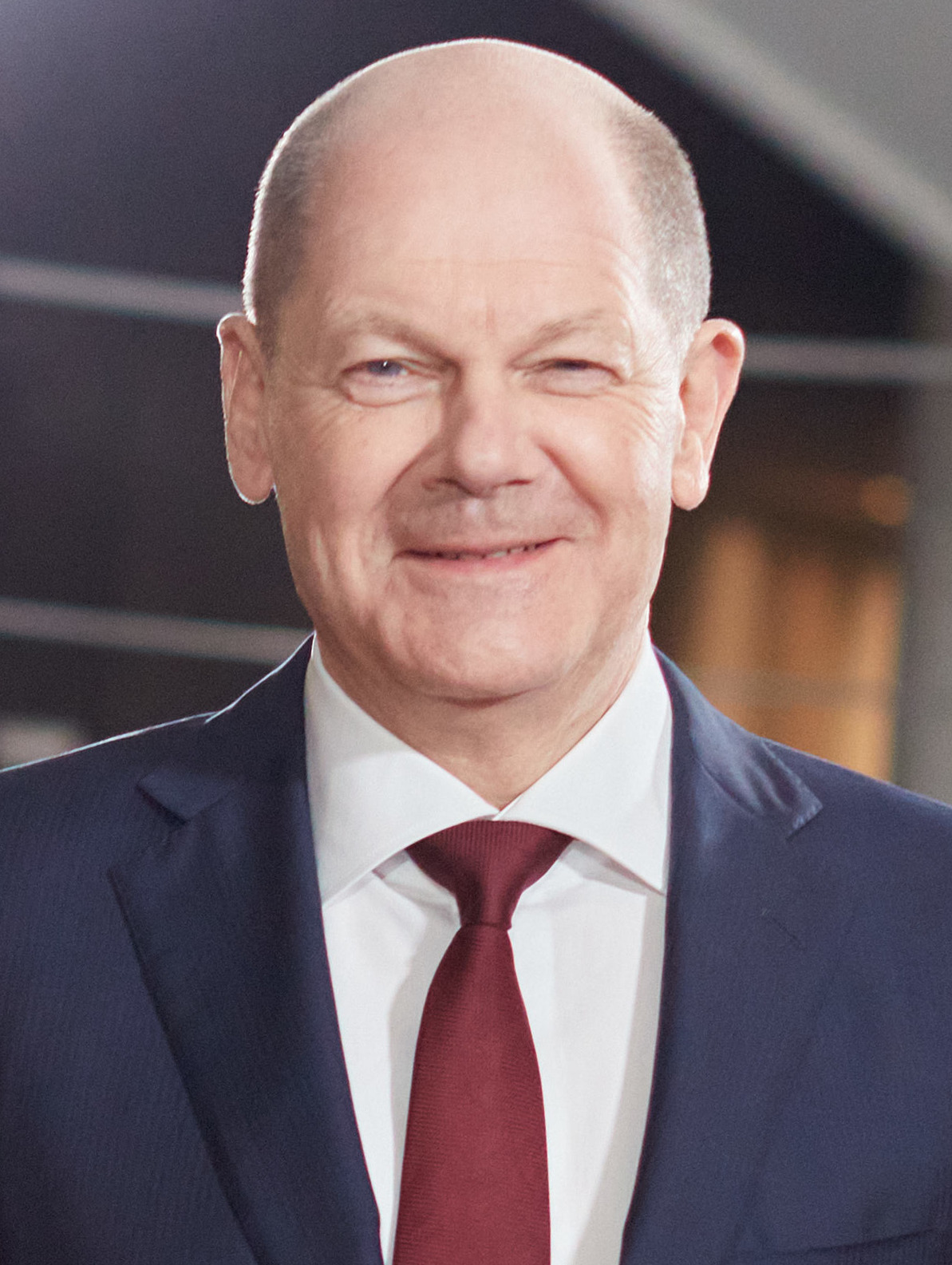
Allemagne Olaf Scholz, chancelier fédéral
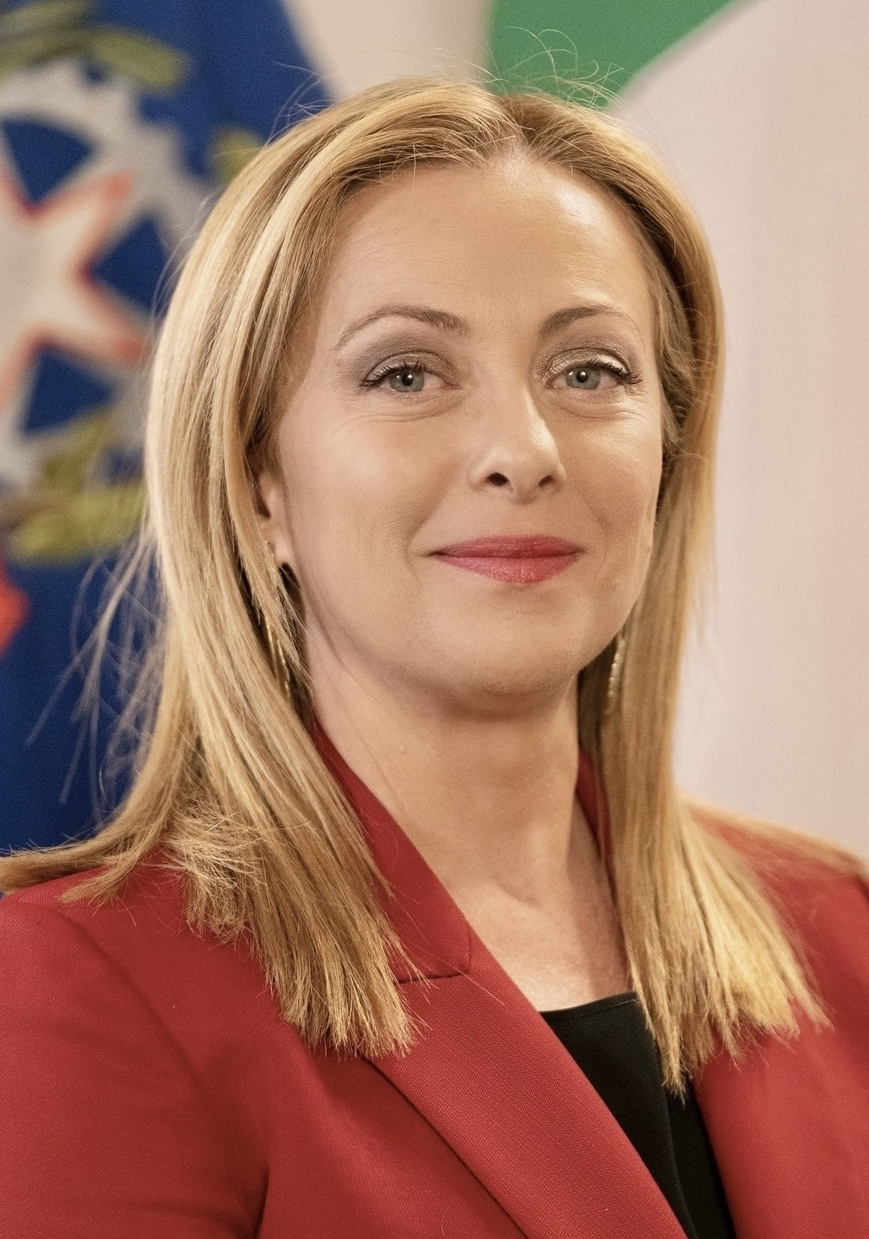
Italie Giorgia Meloni, présidente du Conseil des ministres
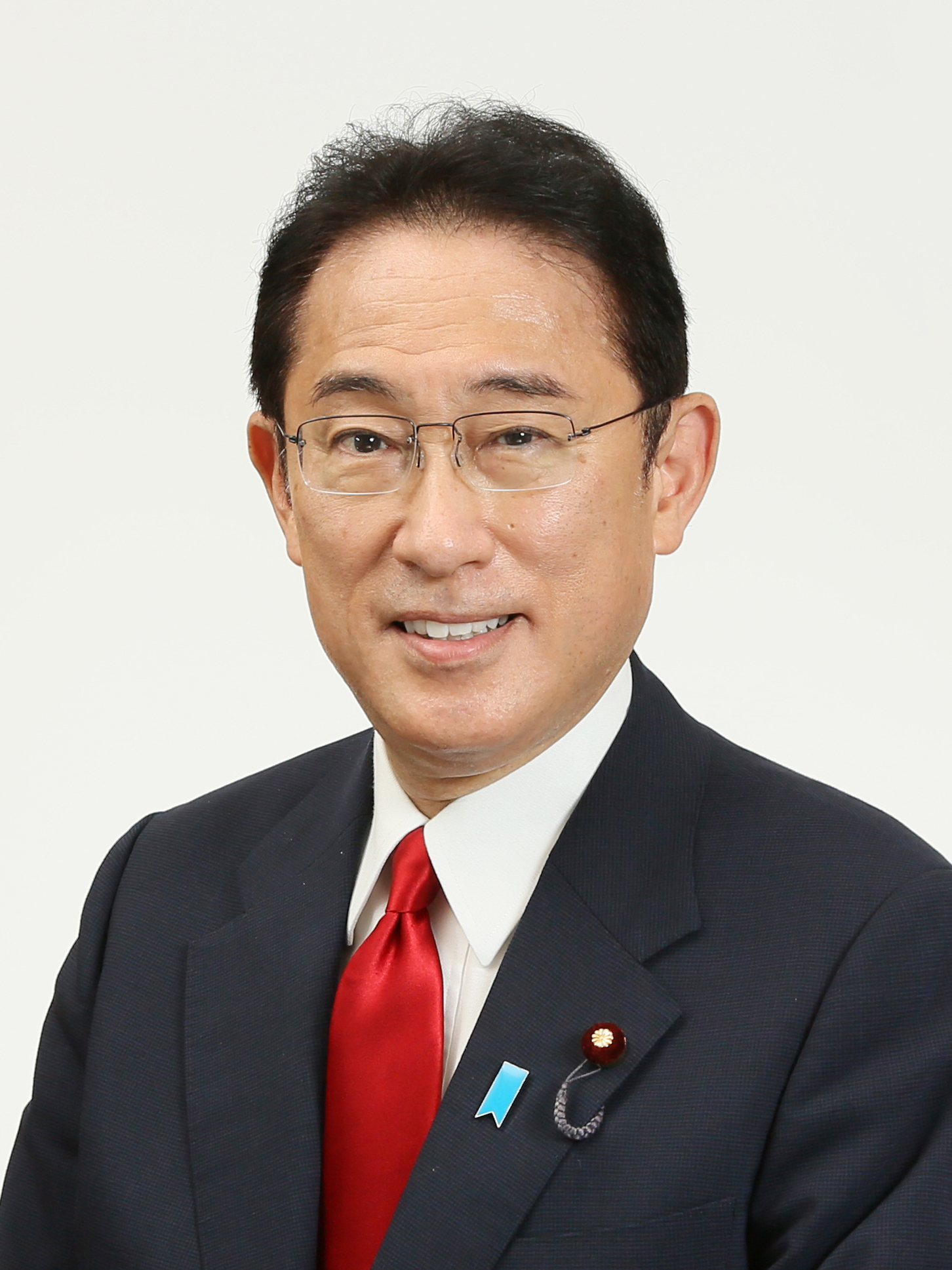
Japon Fumio Kishida, Premier ministre
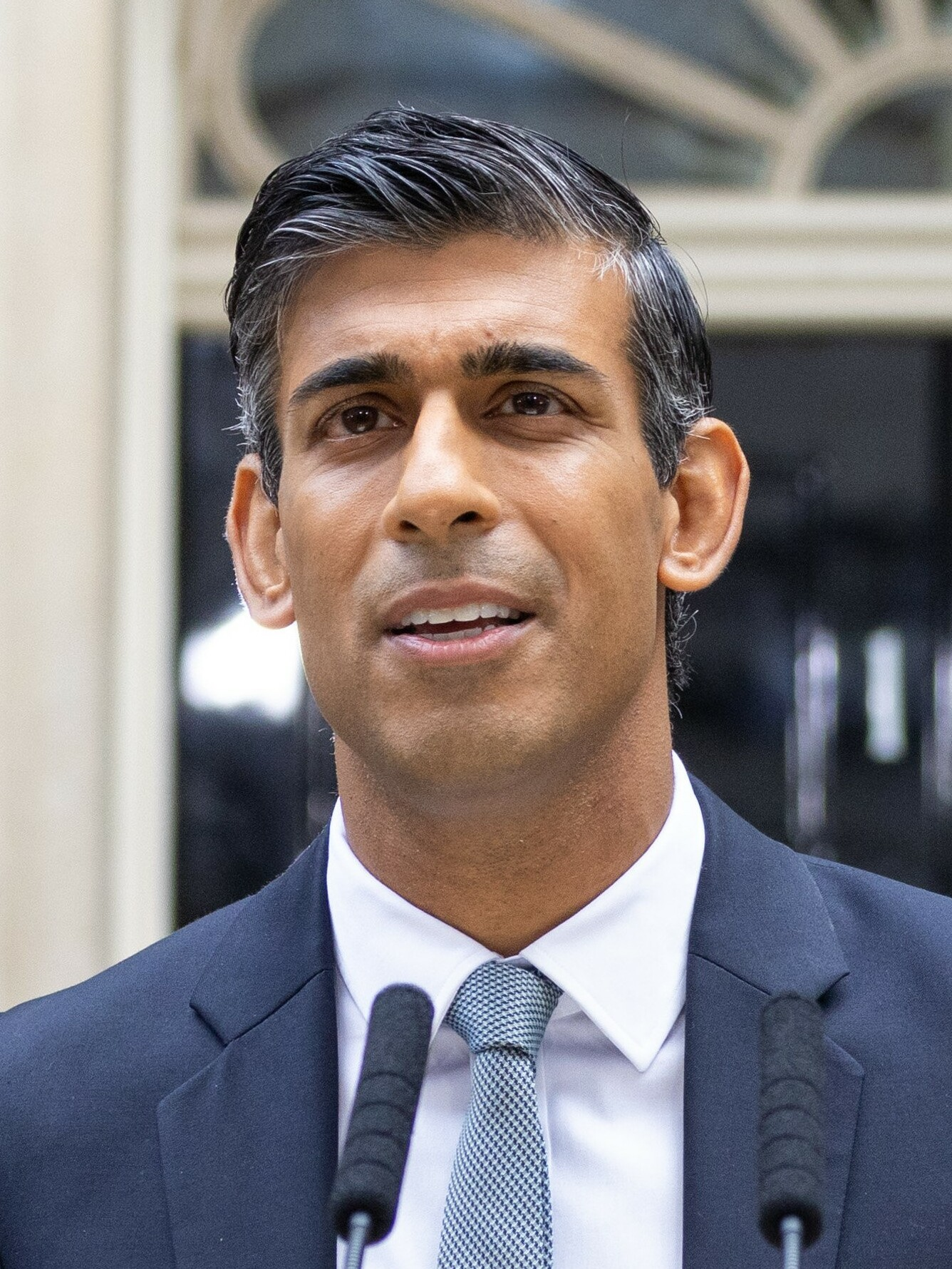
Royaume-Uni Rishi Sunak, Premier ministre
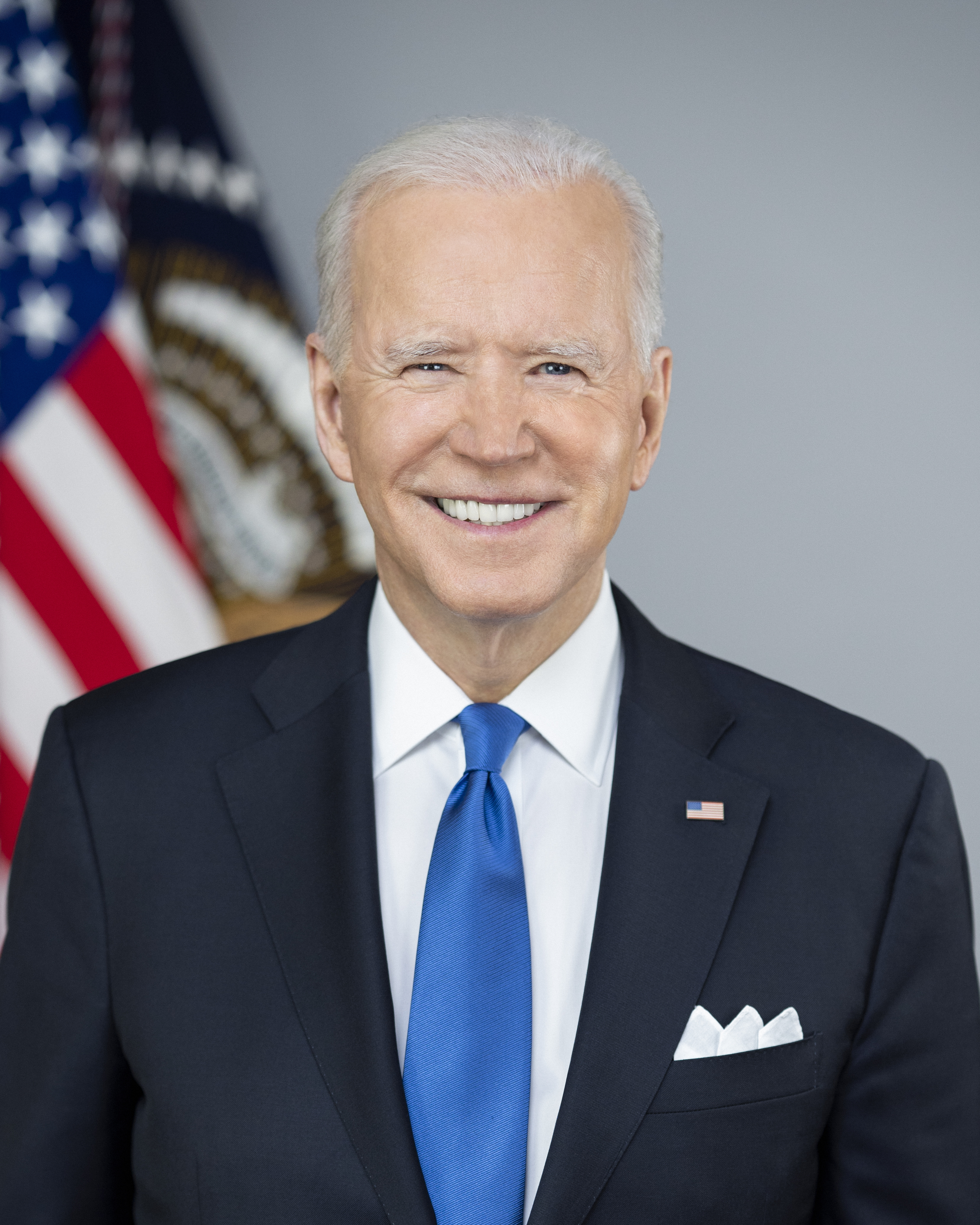
États-Unis Joe Biden, président
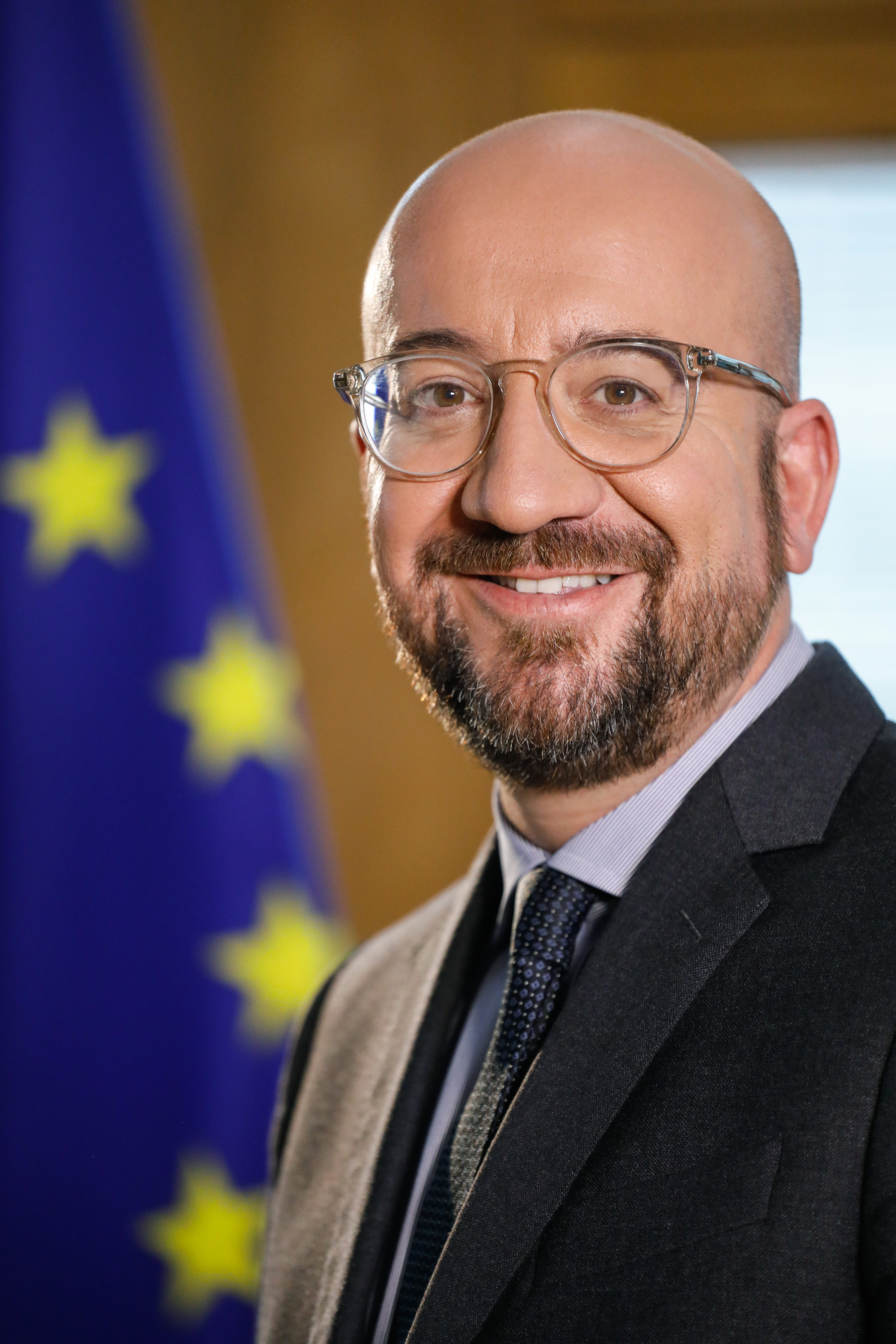
Union européenne Charles Michel, président du Conseil
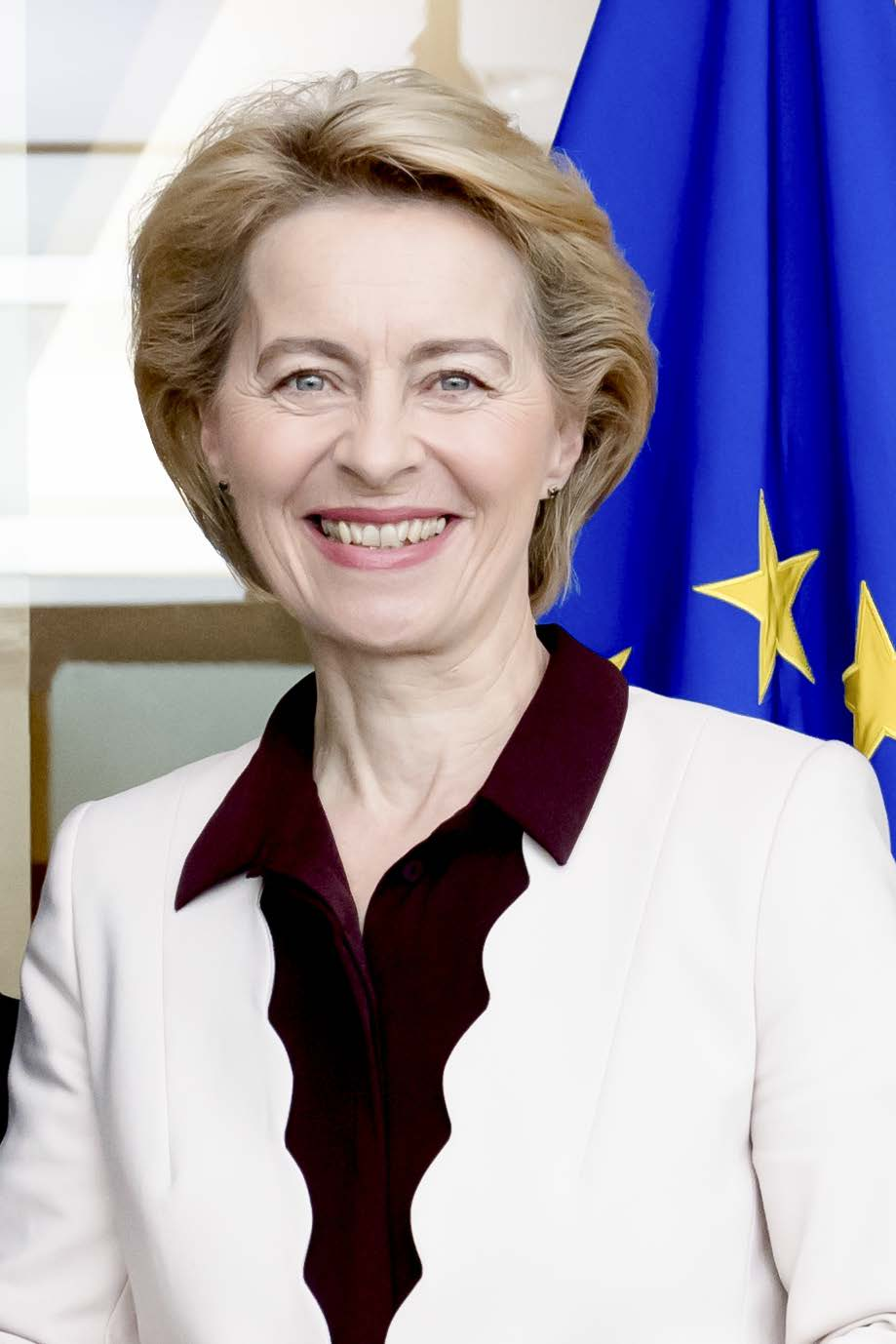
Union européenne Ursula von der Leyen, présidente de la Commission

### Invités

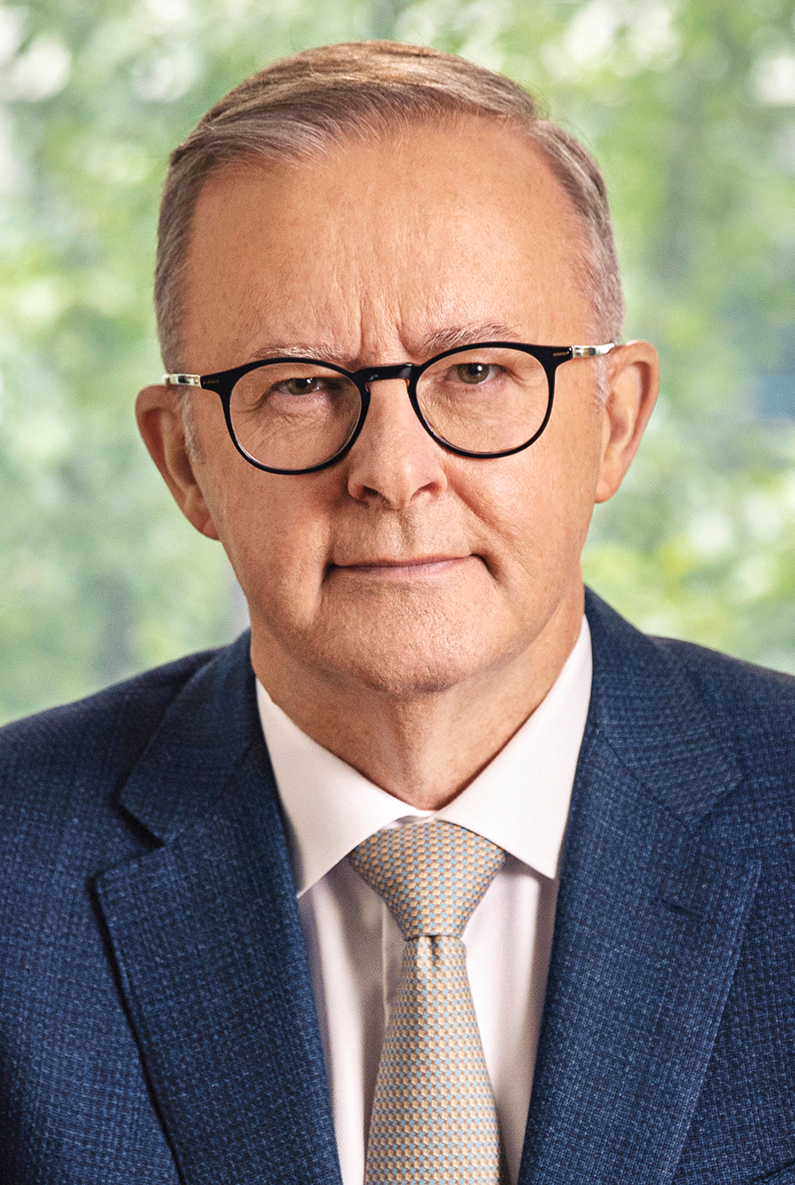
Australie Anthony Albanese, Premier ministre
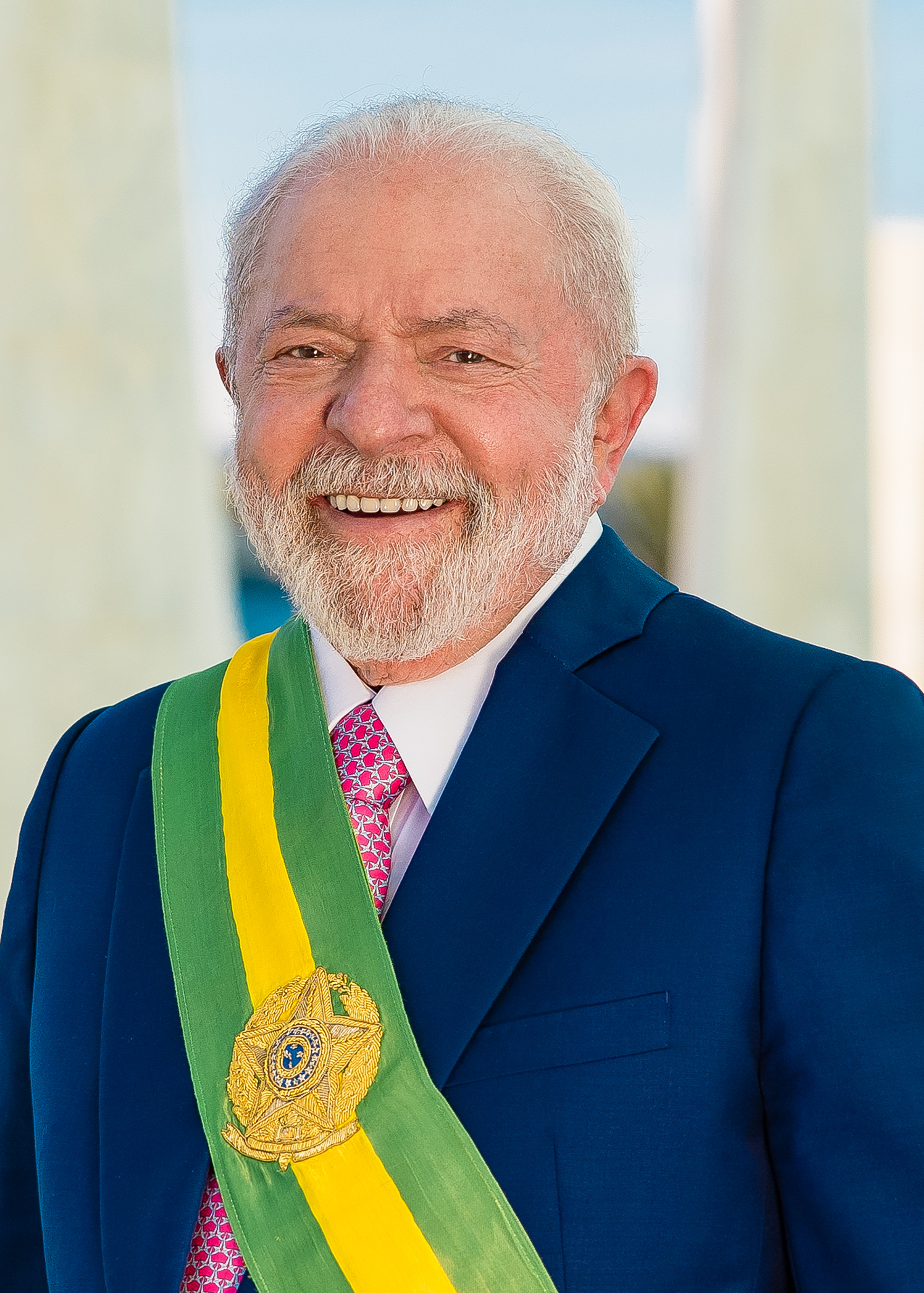
Brésil Luiz Inácio Lula da Silva, président de la république
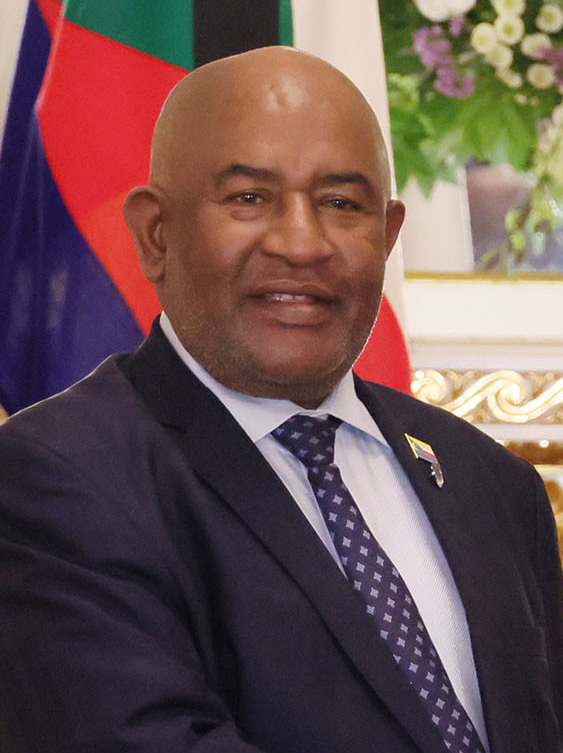
Comores Azali Assoumani, président
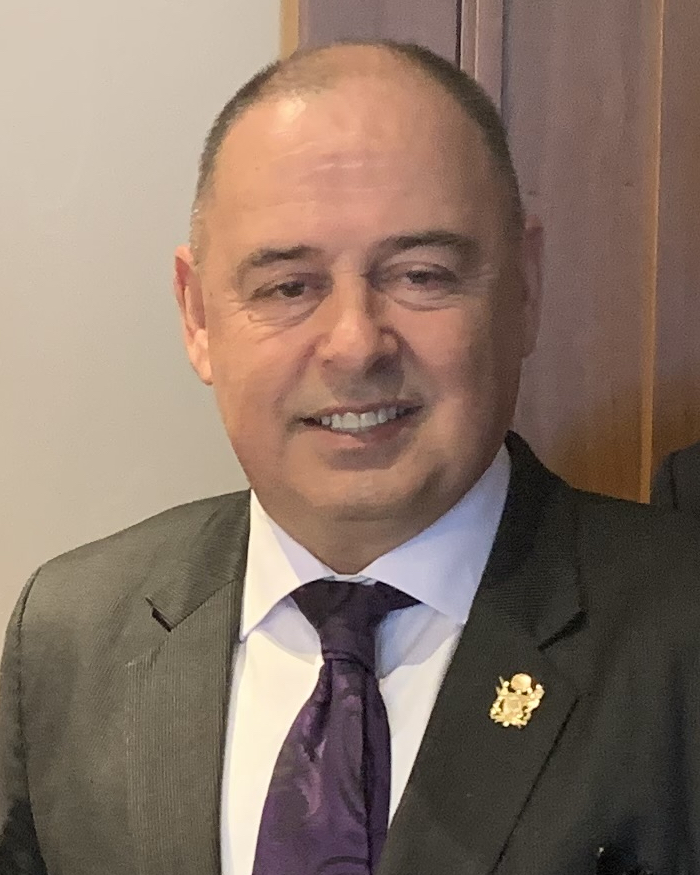
Îles Cook Mark Brown, Premier ministre
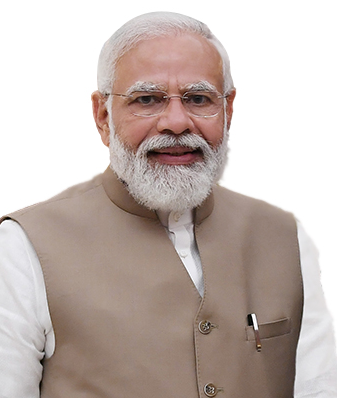
Inde Narendra Modi, Premier ministre
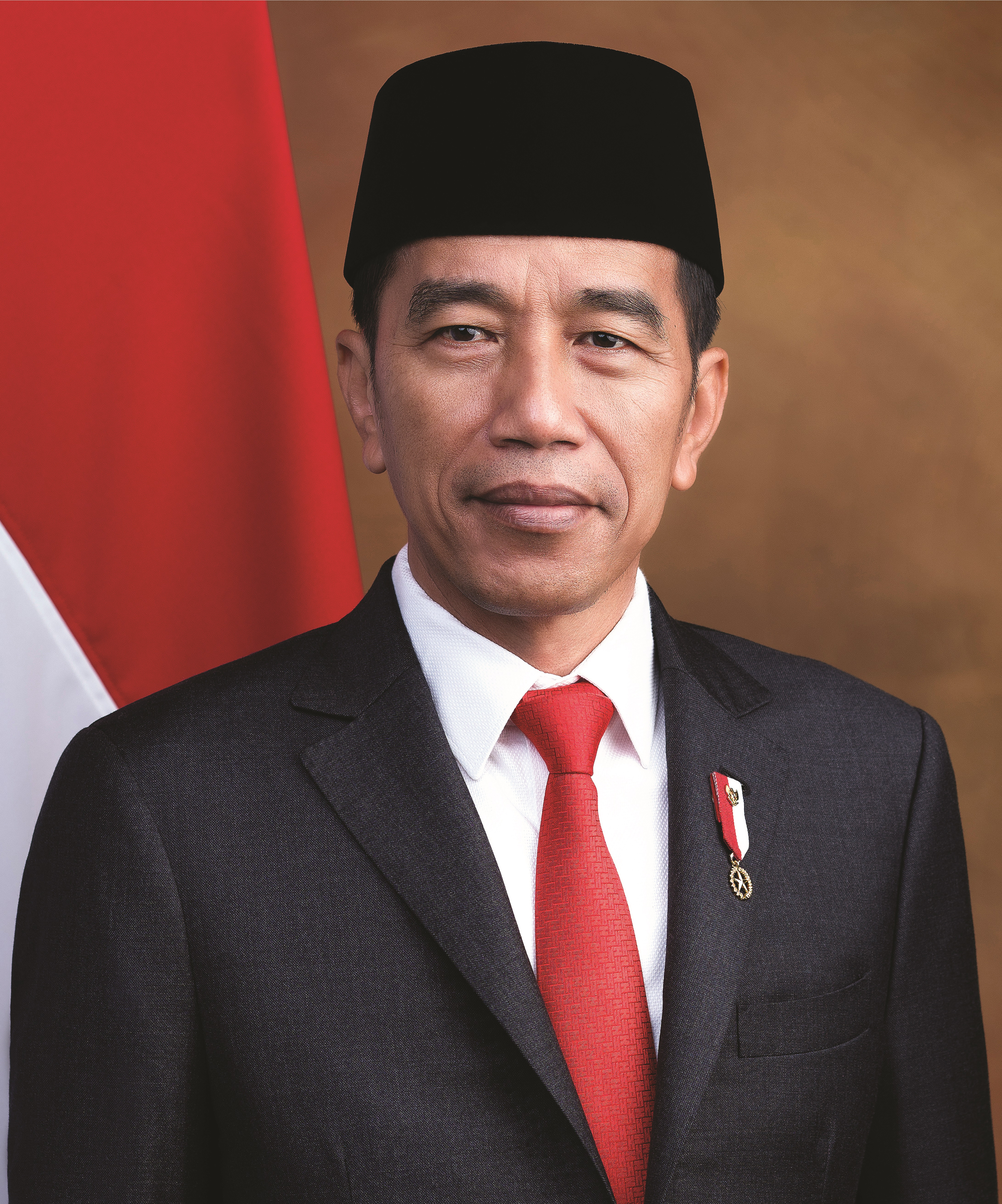
Indonésie Joko Widodo, président de la république
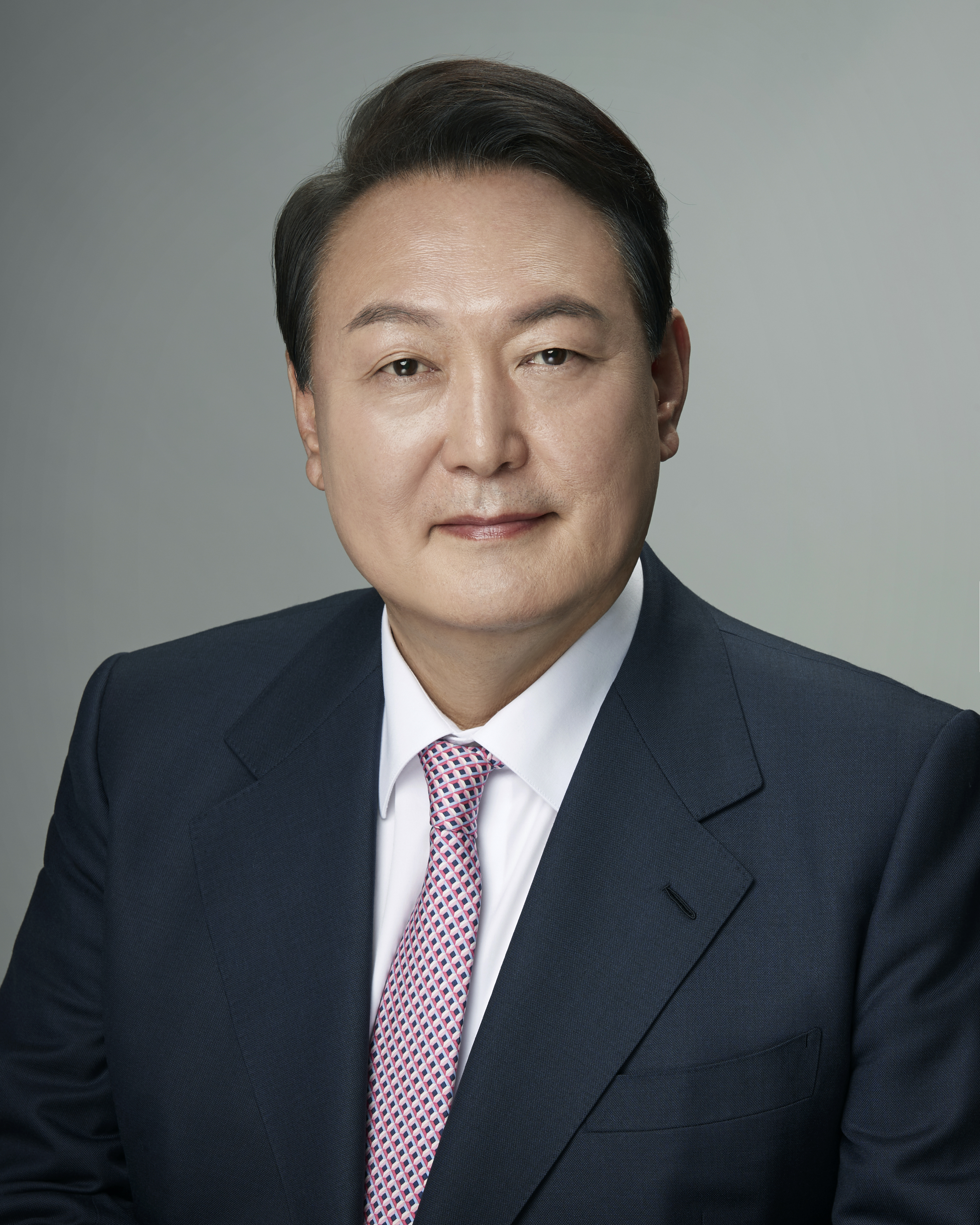
Corée du Sud Yoon Seok-yeol, président de la république
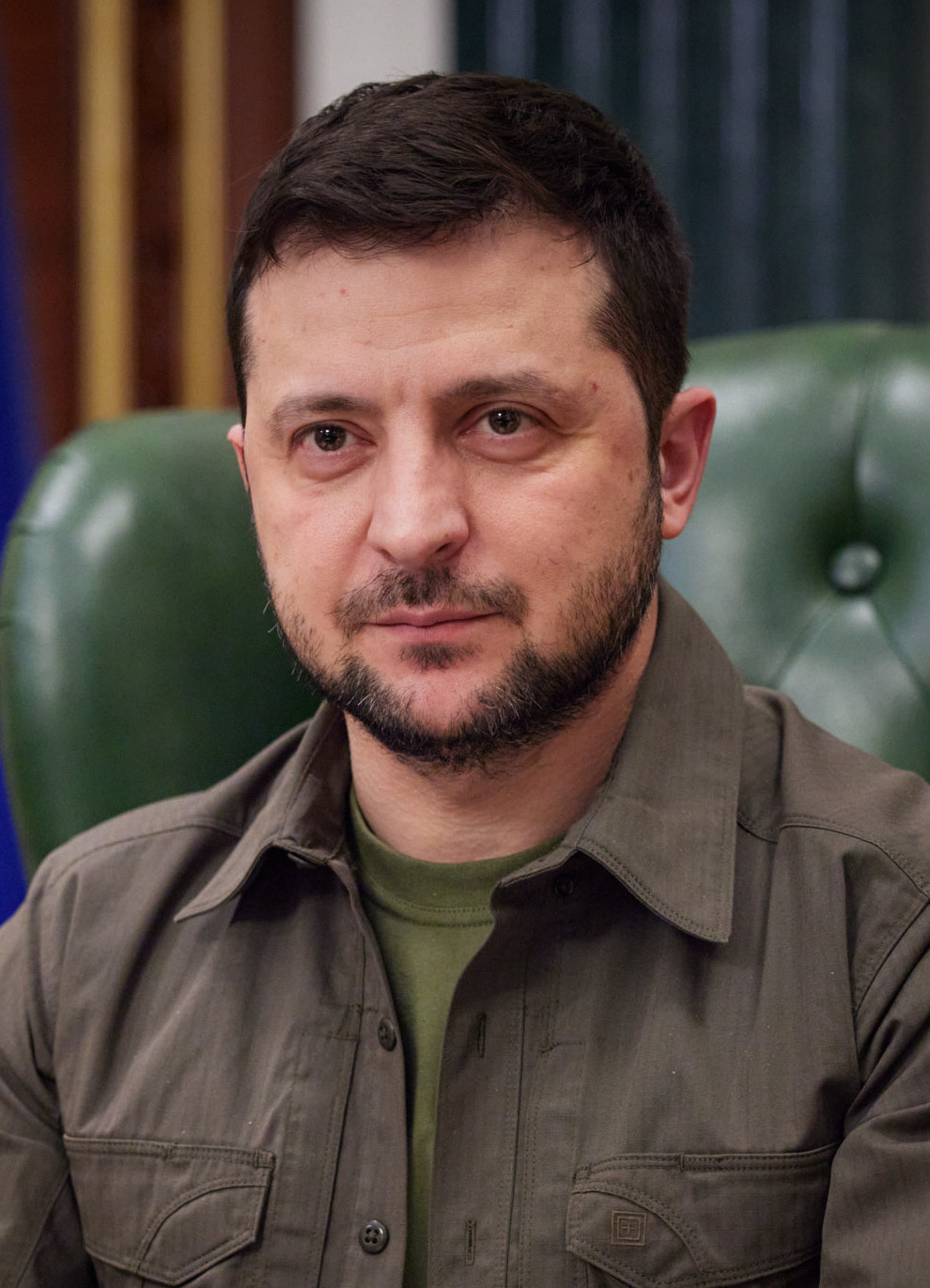
Ukraine Volodymyr Zelensky, président
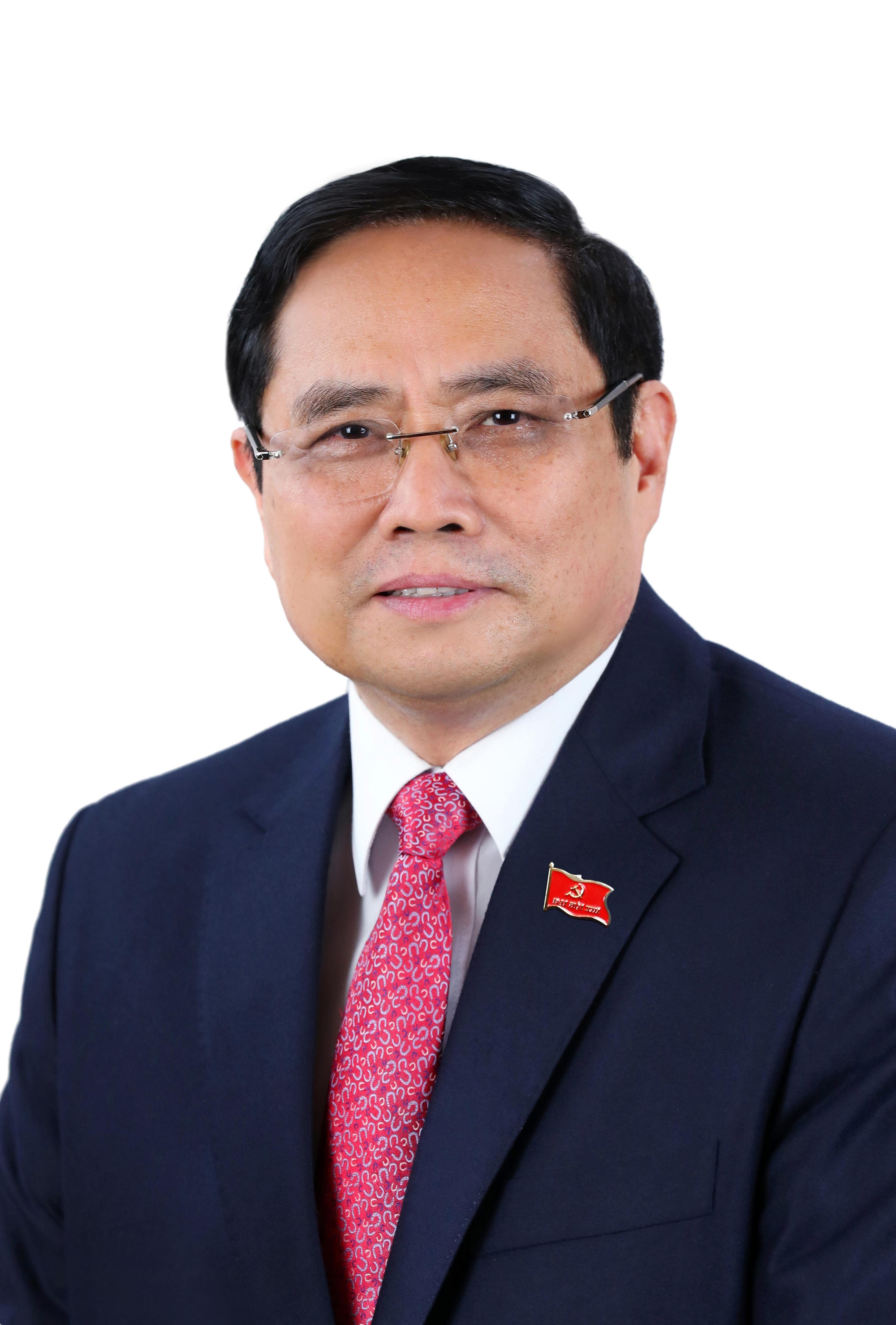
Viêt Nam Phạm Minh Chính, Premier ministre

## Déroulement

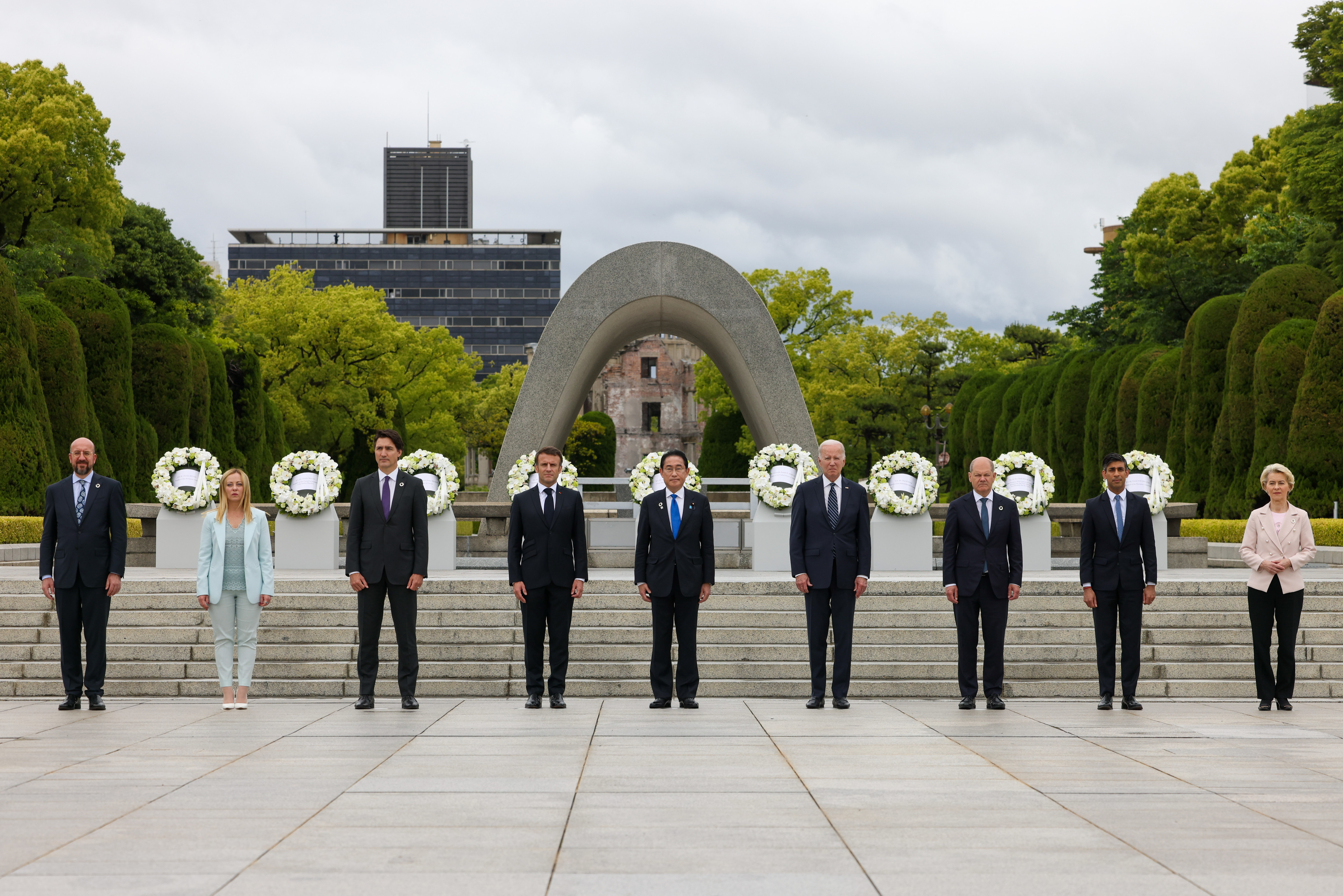
Les dirigeants du G7 au sommet, le 19 mai 2023.

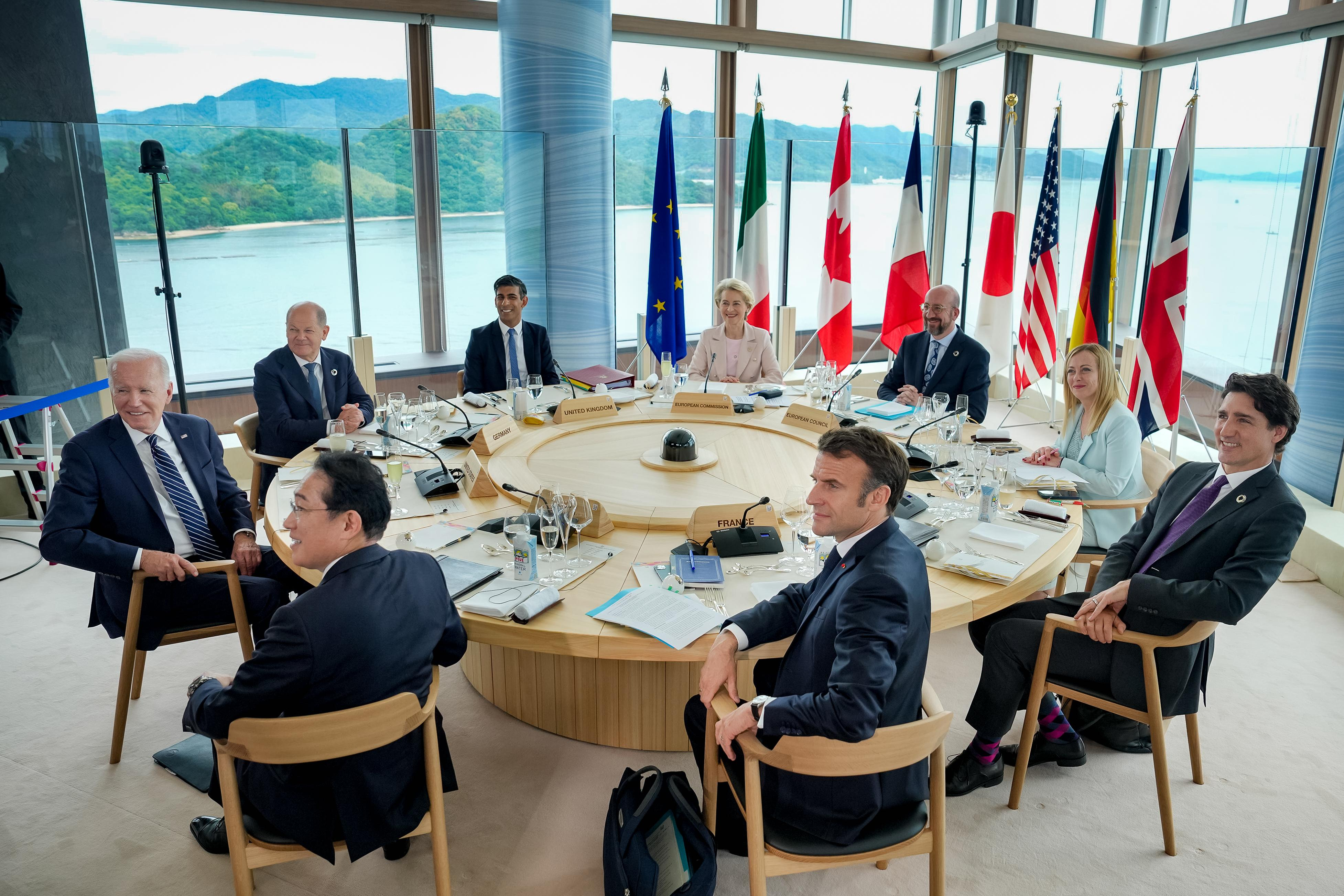
Les dirigeants du G7 le 19 mai 2023.